# 洞院実熙
洞院 実熙（とういん さねひろ）は、室町時代前期から中期にかけての公卿。内大臣・洞院満季の子。官位は従一位・左大臣。初名は実博（読み同じ）。

## 経歴
左近衛中将・伊予権守を経て、応永31年（1424年）11月従三位に叙せられ公卿に列する。
正長元年（1428年）3月参議を経ずして権中納言となるも、正長2年（1429年）院御所女房大弐局（半井明茂の女）との密通が発覚し、勅勘を蒙って解官され、父・満季からも義絶された。翌永享2年（1430年）3月赦免されて権中納言に還任し、永享4年（1432年）7月権大納言へ昇進。内教坊別当を経て、嘉吉2年（1442年）には右近衛大将・右馬寮御監を兼ねる。
文安3年（1446年）1月内大臣に昇り、さらに文安4年（1447年）3月には左近衛大将を兼ねたが、文安5年（1448年）2月早くも大将を辞し、宝徳2年（1450年）4月従一位に叙されると、程なく内大臣も辞した。
享徳3年（1454年）7月右大臣に至り、次いで康正元年（1455年）8月左大臣に任じられたが、同3年（1457年）4月に辞職、6月出家し、東山で隠居生活を送った。法名を元鏡という。
没年は従来不明とされてきたが、近年、綾小路有俊の記した寛正5年（1464年）の「殿上淵酔記」（加越能文庫本『松雲公採集遺編類纂』8所収）によって長禄3年（1459年）11月10日に薨去したことが明らかにされた。享年51。
日記に『東山左府記』（『実熙公記』『東山殿記』とも）があるが、永享4年（1432年）・享徳2年（1453年）の記事が断片的に伝存するのみである。
実煕の子の公数（きんかず）は文明二年（1470）に権大納言・左近衛大将を辞して、文明八年（1476）に出家し洞院家は断絶した。本家筋の西園寺家が公連（きんつら）に洞院家を相続させたが、再興できずに文亀元年（1501）に出家し、洞院家の断絶が確定した。
洞院家が所蔵していた記録、文書類は中院通秀らに売却され、郢曲や内侍所御神楽の所作人は四辻季春が継承した。

## 逸話

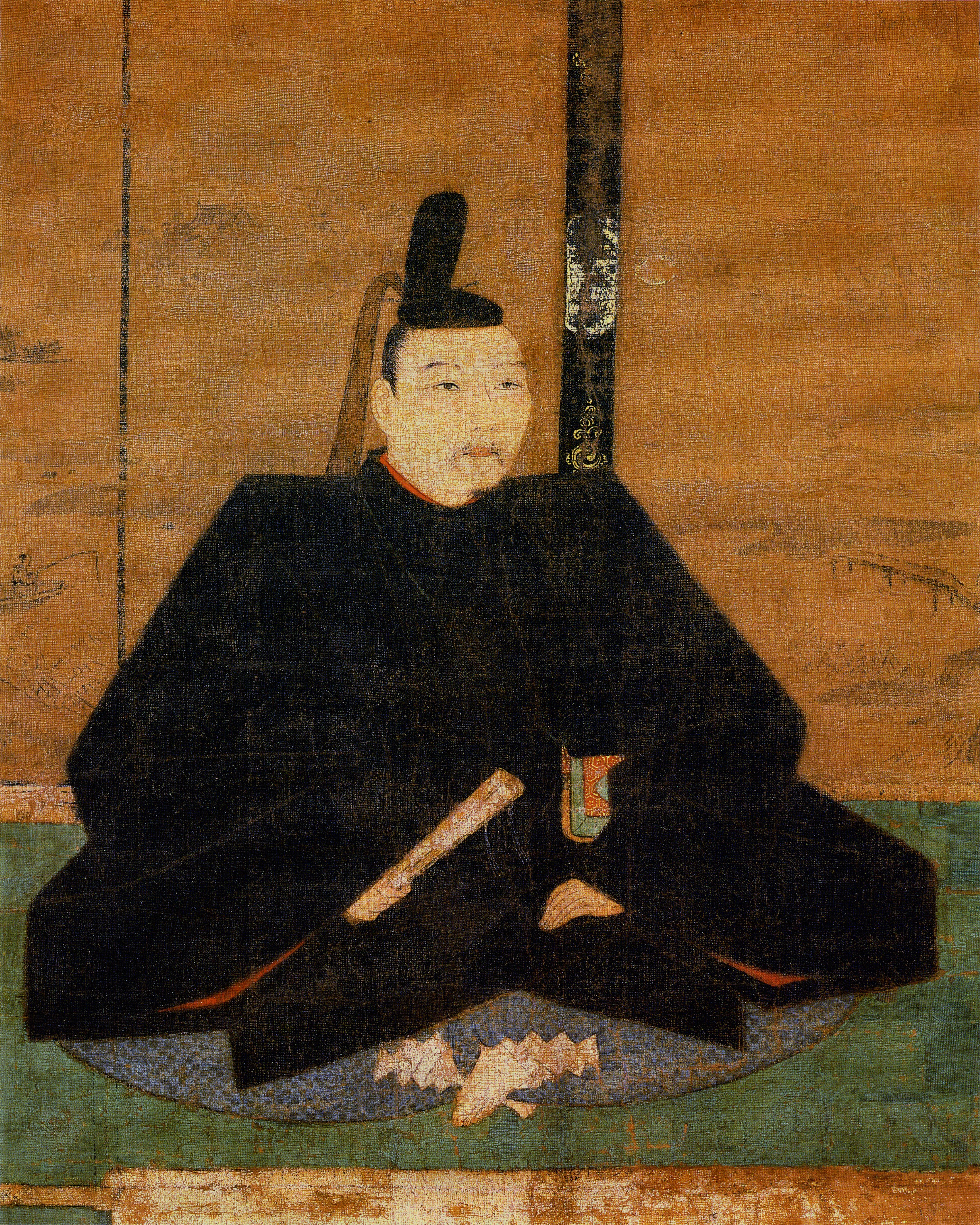
伝足利義政像

- 応永27年（1420年）12歳で昇進の困難さを悟って出家を志したが、足利義持･後小松上皇から家領を還付されたために思い止まったという。
- 学者として朝儀典礼に通暁し、自ら『名目鈔』（未定稿）を編んだ。これは故実の名目に片仮名で訓を付し、一部に注釈を加えた辞典である。
- 雅楽にも堪能で、後小松上皇から箏を相承し、宝徳2年（1450年）3月後花園天皇に対しては師範としてこれを伝授した。翌月の従一位叙位はその恩賞である（『公卿補任』）。
- 室町時代の公家は経済的に不安定であったが、特に洞院家のような清華家は衣装代・公卿から雑色・牛飼までに及ぶ多数の随行者の確保などを要したことで一層の困窮に陥っていた。実熙は「番々の輩（羽林家・名家以下）の如く成り下がる事はできない」と嘆いたとされ、次代である公数の家領・文書の売却及び出家による洞院家の自主的とも言える断絶に至る布石となったとする見方がある[5][6]。
- 宮内庁書陵部所蔵桂宮本には、実熙が後花園天皇などに宛てた仮名消息35通が伝存し、中には彼の人となりが窺える内容のものもある。
- 大和画の流派の土佐派（土佐家）に伝来した重要文化財「伝足利義政像」（東京国立博物館蔵）について、この肖像は、江戸時代後期から足利義政像とされてきたが、実はこの肖像画の人物が東山殿と呼ばれた義政であるという確証はなく、近年、像主を東山左大臣洞院実熙と推定する新見解が出されている[7][8]。

## 系譜
『系図纂要』による。
- 父：洞院満季
- 母：兼真の娘
- 妻：不詳
  - 男子：洞院公数（1441-?）
  - 男子：守誉（1446-1484）